# Peter Ott (Sprachwissenschaftler)
Peter Ott (* 5. Februar 1942 in Zug; † 4. November 2023 ebenda) war ein Schweizer Sprachwissenschafter und Lexikograph, der ab 1969 als Redaktor und von 1991 bis 2005 als sechster Chefredaktor des Schweizerischen Idiotikons wirkte. Überdies war er für die Freisinnig-Demokratische Partei zwölf Jahre lang Mitglied des Grossen Gemeinderats der Stadt Zug.

## Ausbildung und Beruf
Ott wuchs in Zug auf und besuchte dort die Primarschule und das Gymnasium. An der Universität Zürich studierte er Germanistik, Allgemeine Geschichte und Schweizergeschichte; seine Lehrer waren unter anderem Rudolf Hotzenköcherle, Emil Staiger, Max Wehrli und Leonhard von Muralt. 1969 promovierte er bei Hotzenköcherle mit einer Arbeit zur schweizerischen Jägersprache.
1969 wurde Ott als Nachfolger von Kurt Meyer Redaktor am Schweizerischen Idiotikon. 1991 übernahm er von Peter Dalcher die Chefredaktion. 2005 ging er in Pension; sein Nachfolger als Redaktor wurde Hans Bickel, als Chefredaktor Hans-Peter Schifferle.

## Gesellschaftliches Wirken
Ott nahm zahlreiche öffentliche Aufgaben wahr, insbesondere für seine Heimat, den Kanton Zug und die Stadt Zug.
Für die Freisinnig-Demokratische Partei politisierte er zwölf Jahre im Gemeindeparlament, dem Grossen Gemeinderat. Er war auch Mitglied der kantonalen Kulturkommission und der Bibliothekskommission und Präsident der städtischen Nomenklaturkommission (für die Strassennamengebung).
Von 1996 bis 2016 war er Vorstandsmitglied des Schweizerischen Vereins für die deutsche Sprache und viele Jahre Mitglied des schweizerischen Dudenausschusses. Er wirkte überdies als Mitglied des Zentralvorstands des Bund Schwyzertütsch und als Obmann von dessen Gruppe Zugerland.
Er amtete als Stiftungsrat des Museums Burg Zug, Präsident des Zuger Vereins für Heimatgeschichte (heute Historischer Verein des Kantons Zug) und Stiftungsrat der Militärhistorischen Stiftung des Kantons Zug.
Nach seiner Pensionierung gab Ott Schweizerdeutschkurse für Fremdsprachige sowie Einführungen in die Mundarten, die Mundartliteratur und die Sprachgeschichte der deutschen Schweiz.
Er war Mitglied der Zuger Zunft der Schneider, Tuchscherer und Gewerbsleute.

## Publikationen (Auswahl)
Schweizerisches Idiotikon
- zahlreiche Wortartikel in den Bänden 13, 14, 15 und 16, unter anderem Tisch, tǖtsch, Trach, trëchen (‚ziehen‘), troch(en), Druck (mit drucken), trëtten, wē, weich, Mitt-Wuch, Wuecher, Wëchsel, wëder, Wāg, wellen (‚wollen‘), willig, Wulchen, Wild, wimmen (‚Trauben lesen‘), ge-winnen, wänden, wërren, wirr und wirig.

Monographien
- Zur Sprache der Jäger in der deutschen Schweiz. Ein Beitrag zur Terminologie der Sondersprachen. Dissertation Universität Zürich 1969. Frauenfeld 1970 (= Beiträge zur schweizerdeutschen Mundartforschung. Band 18).

Aufsätze und andere kleinere Publikationen
- Zum Problem der Jägersprache. In: Schweizerdeutsches Wörterbuch. Bericht über das Jahr 1972. Zürich 1973, S. 10–23.
- Aus der Geschichte des Ornithologischen Vereins Zug 1878–1978. [Zug] 1978.
- Örtlichkeitsnamen in der älteren Stadt Zug. In: Zuger Neujahrsblatt 1983, S. 39–51, und Zuger Neujahrsblatt 1985, S. 39–48.
- «Politischer» Wortschatz aus dem Umfeld des Schweizerdeutschen Wörterbuchs. In: Festgabe für Peter Dalcher. Beiheft zu Schweizerdeutsches Wörterbuch. Bericht über das Jahr 1986. Zürich 1987, S. 5–13.
- 100 Jahre Zuger Fischereiverein 1888–1988. Zug 1988.
- Innerschweizer Beiträger aus den Anfängen des Wörterbuchs. In: Schweizerdeutsches Wörterbuch. Bericht über das Jahr 1989. Zürich 1990, S. 11–20.
- Zur Variantik der Wochentage im Schweizerdeutschen am Beispiel des Mittwoch. In: Verhandlungen des Internationalen Dialektologenkongresses Bamberg 1990. Band 3. Stuttgart 1994 (= ZDL-Beihefte. Band 76), S. 401–409.
- Die Fachsprache der bäuerlichen Landwirtschaft im Schweizerdeutschen (Käserei, Molkerei, Viehzucht). In: Fachsprachen. Ein internationales Handbuch zur Fachsprachenforschung und Terminologiewissenschaft. 1. Halbband, Berlin / New York 1998, S. 1111–1115.